# مارک ماس
مارک ماس (انگلیسی: Marc Mas؛ زادهٔ ۱ ژوئن ۱۹۹۰) بازیکن فوتبال اهل اسپانیا است.